# 케빈 킴 (1978년)
케빈 킴(Kevin Kim, 1978년 7월 26일 ~ )은 미국의 남성 테니스 선수이다.

## 주요 이력
한국계 미국인 출신으로 미국 캘리포니아주 토런스에서 출생한 그는 1993년 아마추어 테니스 선수 입문하였고 1997년 프로 테니스 선수 입문한 그는 2009년 US 오픈 테니스에서 높은 성적을 기록하였고 2015년 은퇴하였다. 스포츠 은퇴 후 2016년 잠시 오바마 정부 말기의 비서관료직을 잠시 지냈다.